# Еврейско богоубийство
Еврейското богоубийство е антисемитски възглед в християнството, според който отговорността за разпъването на Исус е на еврейския народ като цяло.
Самият термин „богоубийство“ за пръв път се употребява на латински от епископа на Равена Петър Златослов през 435 г.